# Athabasca (Alberta)
Pour les articles homonymes, voir Athabasca.
Athabasca, originellement appelé Athabasca Landing, est une ville (town) canadienne de 2 990 habitants, situé au nord de la province de l'Alberta, à 145 km au nord d'Edmonton, le long de la Rivière Athabasca. C'est le centre du Comté d'Athabasca.
La ville accueille depuis 1970 l'Université Athabasca, une université spécialisée dans la formation à distance.

## Démographie
| Population :                                           | 2 575 (+6,6 % depuis 2001)               |
| Âge médian :                                           | 37,7 ans (hommes : 35,5 / femmes : 40,2) |
| Nombre total de logements privés :                     | 1 117                                    |
| Logements privés occupés par des résidents habituels : | 1 062                                    |
| Taille moyenne des ménages privés :                    | 2,3                                      |

Source : Données sur la commune du recensement canadien 2006
| 2001  | 2006  | 2011  | 2016  |
| ----- | ----- | ----- | ----- |
| 2 415 | 2 575 | 2 990 | 2 965 |